# Пітайо золотобровий
Пітайо золотобровий (Silvicultrix pulchella) — вид горобцеподібних птахів родини тиранових (Tyrannidae). Мешкає в Перу і Болівії.

## Підвиди
Виділяють два підвиди:
- S. p. similis (Carriker, 1933) — центральне Перу;
- S. p. pulchella (Sclater, PL & Salvin, 1876) — південно-східне Перу і західна Болівія.

## Поширення і екологія
Золотоброві пітайо живуть у вологих гірських тропічних лісах Анд та у високогірних чагарникових заростях. Зустрічаються на висоті від 1700 до 2800 м над рівнем моря.